# Moe Dunford
Moe Dunford (ur. 11 grudnia 1987 w Dungarvan) – irlandzki aktor filmowy i telewizyjny.

## Życiorys
W 2009 ukończył szkołę aktorską Gaiety School of Acting. W 2010 zagrał w dwóch odcinkach Dynastii Tudorów, a w 2013 wystąpił w kilku odcinkach seriali An Crisis i Raw.
W 2014 otrzymał główną rolę w irlandzkim filmie Patrick's Day, wcielając się w postać młodego schizofrenika Patricka Fitzgeralda. Otrzymał za nią m.in. nagrodę IFTA dla najlepszego aktora oraz przyznawaną młodym aktorom nagrodę „Shooting Star” na Międzynarodowym Festiwalu Filmowym w Berlinie. Również w 2014 powierzono mu rolę Aethelwulfa (wzorowaną na Ethelwulfie) w Wikingach, a w 2016 został członkiem głównej obsady tego serialu. W 2016 wyróżniony za nią IFTA dla najlepszego aktora drugoplanowego w serialu dramatycznym.

## Wybrana filmografia
- 2010: Dynastia Tudorów (serial TV)
- 2011: The Nixer
- 2012: Gra o tron (serial TV)
- 2013: An Crisis (serial TV)
- 2013: Raw (serial TV)
- 2014: Patrick's Day
- 2014: Wikingowie (serial TV)
- 2016: Handsome Devil[2]